# Wiecznie Młody M
Wiecznie Młody M – trzeci solowy album polskiego rapera Młodego M, którego premiera odbyła się 28 listopada 2014 roku. Wydawnictwo zostało wydane nakładem opolskiej wytwórni muzycznej Step Records.
Album został wyprodukowany przez różnych producentów, w tym między innymi przez Vixena, DonDe, RX czy Pawbeats. Płytę promowało trzy teledyski "Wiecznie młodzi" z gościnnym udziałem Justyny Kuśmierczyk, "Tyle czasu na ból" oraz "Nie gniewać się na los".

## Lista utworów
Źródło.
1. "Wiatr zmian"
2. "Jak złoto"
3. "Słowa są przy tym banałem"
4. "Tyle czasu na ból"
5. "Taran"
6. "Dudni rap tłusty"
7. "Dumny poeta" (gości. Tomek Wójcik)
8. "Wiecznie młodzi" (gości. Justyna Kuśmierczyk)
9. "Nie gniewać się na los"
10. "Pustka"
11. "Większa bomba" (gości. Insert, Temek)
12. "Bez kompleksów"
13. "Wśród tysięcy prawd"
14. Kaszpir - "Nie pytaj mnie (utwór dodatkowy)" (gości. Młody M, Chada, KęKę, Żaru)